# Фридрих IV (Хесен-Хомбург)
Вижте пояснителната страница за други личности с името Фридрих IV.
Фридрих IV Карл Лудвиг Вилхелм фон Хесен-Хомбург  (на немски: Friedrich IV Karl Ludwig Wilhelm von Hessen-Homburg, * 15 април 1724, дворец Браунфелс, † 7 февруари 1751, Хомбург) от род Дом Хесен, е ландграф на Хесен-Хомбург (1746 – 1751).

## Биография
Той е син на принц Казимир Вилхелм (1690 – 1726) и съпругата му графиня Кристина Шарлота фон Золмс-Браунфелс (1690 – 1751), дъщеря на граф Вилхелм Мориц от Солмс-Браунфелс. Внук е на ландграф Фридрих II от Хесен-Хомбург.
Фридрих посещава няколко семестъра университета в Лайден. През 1740 г. във Везел е представен на Фридрих Велики и по негов съвет постъпва през 1741 г. в пруската войска. Участва в двете войни със Силезия, отличава се и става хауптман. През 1744 г. той е при нападението в Бохемия и при завладяването на Прага. Там се разболява и напуска през 1745 г.
На 10 октомври 1746 г. Фридрих се жени в Хунген за Улрика Луиза (1731 – 1792), дъщеря на княз Фридрих Вилхелм фон Солмс-Браунфелс. На 8 юни 1746 г. умира чичо му ландграф Фридрих III в Холандия, който няма внуци и Фридрих IV поема управлението в Хомбург.
През 1747 г. ландграф Лудвиг VIII фон Хесен-Дармщат нахлува с войска в Хомбург и прави опити да поеме опекунството за Фридрих IV, който вече е пълнолетен и женен. Следват процеси и оплаквания при императора.
Фридрих IV умира на 28 години от „болест в гърдите“ на 7 февруари 1751 г. Тогава синът му и наследник Фридрих V е на три години. Фридрих IV е погребан в гробницата на дворец Бад Хомбург.
Вдовицата му Улрика Луиза е регентка на ландграфство Хесен-Хомбург от 1751 до 1766 г.

## Деца
Фридрих IV и съпругата му Улрика Луиза фон Солмс-Браунфелс имат децата:
- Фридрих V Лудвиг (1748 – 1820), ландграф на Хесен-Хомбург

∞ 1768 принцеса Каролина фон Хесен-Дармщат (1746 – 1821)
- Мария Христина (1748 – 1750)